# Ophiognomonia leptostyla
Ophiognomonia leptostyla (Syn. Gnomonia leptostyla) ist eine Pilzart aus der Familie der Gnomoniaceae. Sie verursacht die sogenannte Marssonina-Blattfleckenkrankheit auf Walnuss und Schwarznuss, benannt nach ihrer Nebenfruchtform Marssoniella juglandis.

## Merkmale

### Makroskopische Merkmale

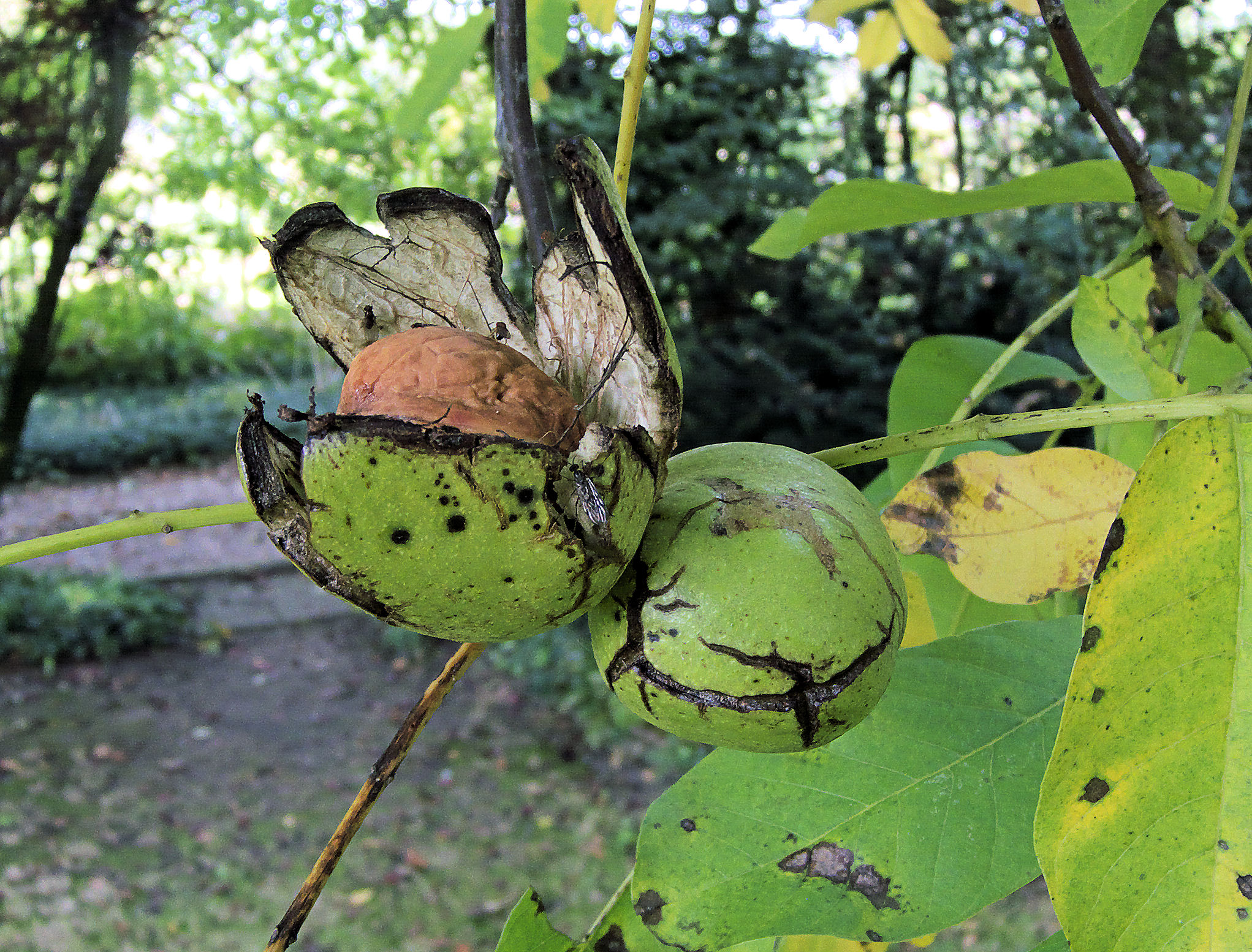
Typische Flecken auf der Frucht

Ophiagnomonia leptostyla lässt sich makroskopisch vor allem anhand ihrer Befallssymptome identifizieren. Die Blätter bekommen zunächst kleine dunkelbraune Flecken mit hellerem Zentrum. In der Folge vergilben ganze Blattfiedern, größere Blattpartien werden braun und Blattfiedern und Blätter fallen in unterschiedlichen Befallsstadien vorzeitig ab. Auch Früchte und gelegentlich Sprosse werden befallen. Befallene Nüsse haben dunkle eingesenkte Flecken und ein dunkles schrumpeliges Fruchtfleisch.

### Mikroskopische Merkmale
Die Perithecien sind in die Blätter eingesenkt. Ihre Hälse sind kürzer als 250 Mikrometer. Die Ascosporen werden 19–23 Mikrometer lang und 3,5 μm breit. Bei der Nebenfruchtform werden zweizellige, gebogene Konidien auf der Blattunterseite in Acervuli gebildet.

## Ökologie und Phänologie
Ophiognomonia leptostyla  befällt verschiedene Arten von Walnüssen. Die Art überwintert auf den abgefallenen Blättern und infiziert von dort aus im Frühsommer erneut Blätter und Früchte.

## Verbreitung
Ophiognomonia leptostyla ist in ganz Europa und Nordamerika verbreitet.

## Bedeutung
Die Krankheit verursacht besonders in nassen Jahren erhebliche Ertragseinbußen bei der Walnussernte und kann zu starker Entlaubung führen.
Wichtige Maßnahmen gegen die Krankheit sind Entfernen und Vernichten der Blätter im Herbst. Nur ausnahmsweise sollte  eine Bekämpfung mit Fungiziden in Erwägung gezogen werden. Eine hohe Düngung mit Stickstoff reduziert auch das Krankheitsausmaß.

## Systematik
Ophiognomonia leptostyla wurde 1823 von Elias Magnus Fries als Sphaeria leptostyla erstbeschrieben, Vincenzo de Cesati und Giuseppe De Notaris stellten die Art in die Gattung Gnomonia. 2008 wurde sie aufgrund molekularbiologischer Untersuchungen in die Gattung Ophiognomonia gestellt.